# Kisusa
Kisusa (gr. Κισσούσα) – wieś w Republice Cypryjskiej, w dystrykcie Limassol. W 2011 roku liczyła 6 mieszkańców.